# Madi Phala
Madi Phala (Springs, Gauteng, 2 de Fevereiro de 1955 - Langa, Cidade do Cabo, 2 de Março de 2007) foi um artista e designer sul-africano. Os seus trabalhos mais recentes são predominantemente de pintura e colagem relacionados com o tema dos gangs africanos.

## Biografia
Phala nasceu em Springs, Gauteng, em 1955, numa família negra, em plena época do Apartheid. A sua família foi realojada em Kwa-Thema em 1960. Ele estudou artes e ofícios na "Tlakula High School", em Springs, e mais tarde Belas Artes através da "Unisa". Desde 1978 passou a maior parte da sua vida a leccionar em escolas primárias. Entre 1981 e 1986 trabalhou como construtor de modelos, artista de efeitos especiais e pintor de conjuntos.

## Morte
A morte de Pala ocorreu em circunstâncias trágicas, na Cidade do Cabo, quando o artista foi assaltado e assassinado, no exterior da sua casa. Tinha 52 anos de idade.

## Actividades
- Em 1975, fundou a Bayajula arts society.
- Em 1979 participou na sua primeira exposição colectiva no salão municipal de Germiston.
- Desde 1985 participou intensamente nos workshops Thupelo.
- Em 1992 esteve presente num "Triangle workshop" nos E.U.A. e adquiriu residência nos "Greatmore studios" da Cidade do Cabo e na "Bag Factory" de Joanesburgo.
- Expôs em vários locais nacionais e internacionais, agradando a todos com quem contactava nos vários fórums.

## Exposições

### A solo
- 2004-2005 - Cidade do Cabo - Exposição na "Associação para as Artes Visuais".
- 2005 - Joanesburgo - Exposição na "Bag Factory".

### Colectivas
- 2005 - Claremont - com Nkoali Nawa na "Renault showroom".
- 1979 a 2007 - África do Sul - Várias exposições colectivas em Kwa Thema, Springs e em Joanesburgo. Incluem:
  - Exposição no salão municipal de Germiston (1979).
  - "Tributaries" (1985).
  - Exposições na "Goodman and Shell Galleries"
  - Exposição em França (benefício para Gerard Sekoto)

## Colecções onde está representado
- Embaixada Francesa
- De Beers, Londres.
- Várias colecções privadas, entre as quais se destacam:
  - Ministro Pallo Jordan
  - Historiadora Barbara Lindop